# Grillenparz
Der Grillenparz, auch Grillparz, ist ein 842 m ü. A. hoher Berg im Traunviertel in Oberösterreich. Er befindet sich in den Gemeinden Oberschlierbach und Schlierbach im Kremstal. Der beim Gipfel liegende Ort Oberndorf gehört zu Hausmanning.
Der Aussichtsberg ist der Hausberg von Kirchdorf und Schlierbach. Auf der Gipfelwiese befindet sich lediglich eine Bank und ein Baum, die sogenannte Gipfellärche.
Vom Grillenparz reicht der Blick zur Kremsmauer und ins Kremstal, in die Welser Heide bis ins Mühlviertel. Wanderwege führen von Schlierbach, Kirchdorf und Micheldorf auf den Berg.
Breitere Bekanntheit erreichte der Berg durch das nach diesem benannte, 2011 in Wien uraufgeführte Theaterstück Grillenparz von Thomas Arzt.

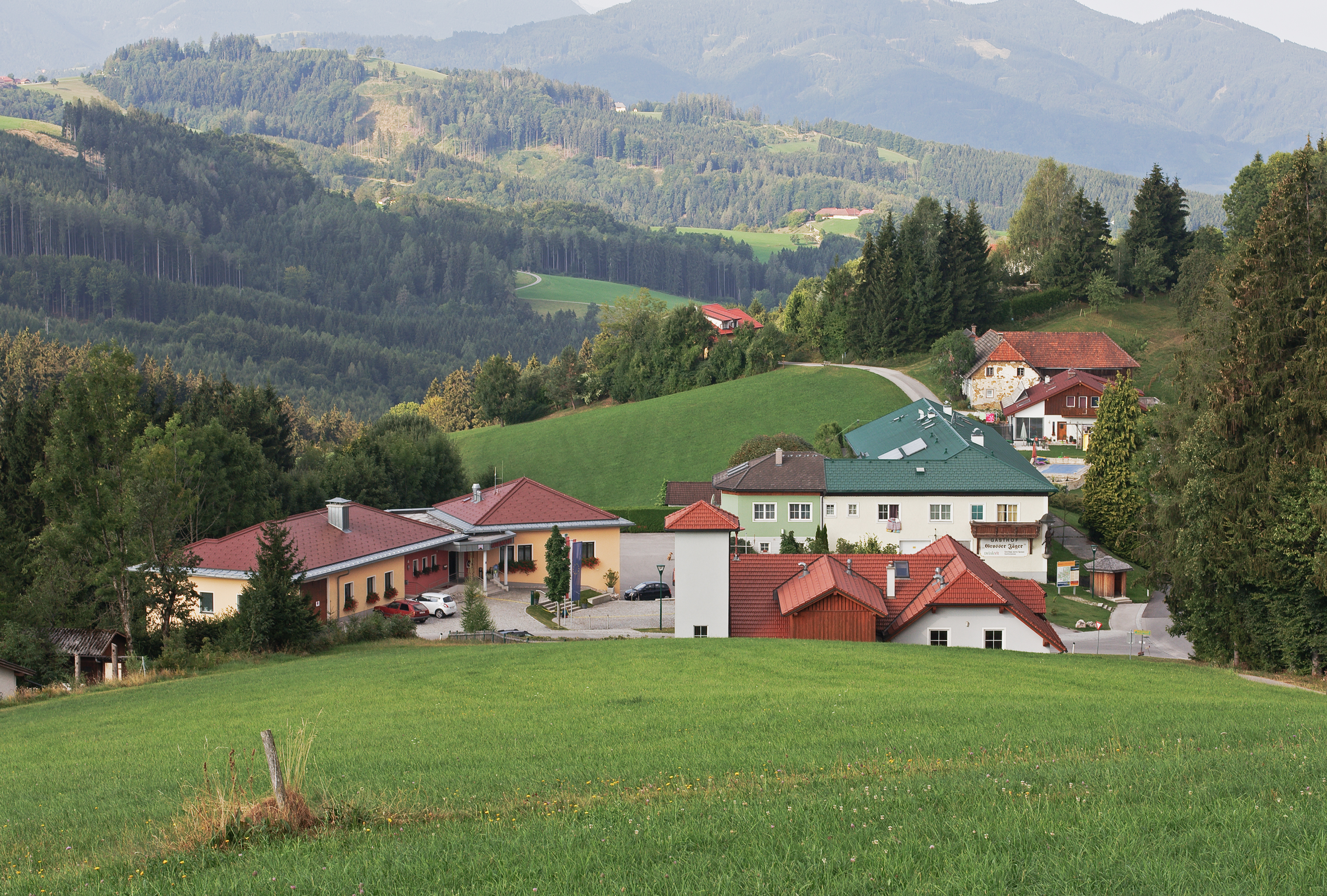
Oberschlierbacher Seite, Blick von Oberschlierbach über den Kessel des Ellersbach
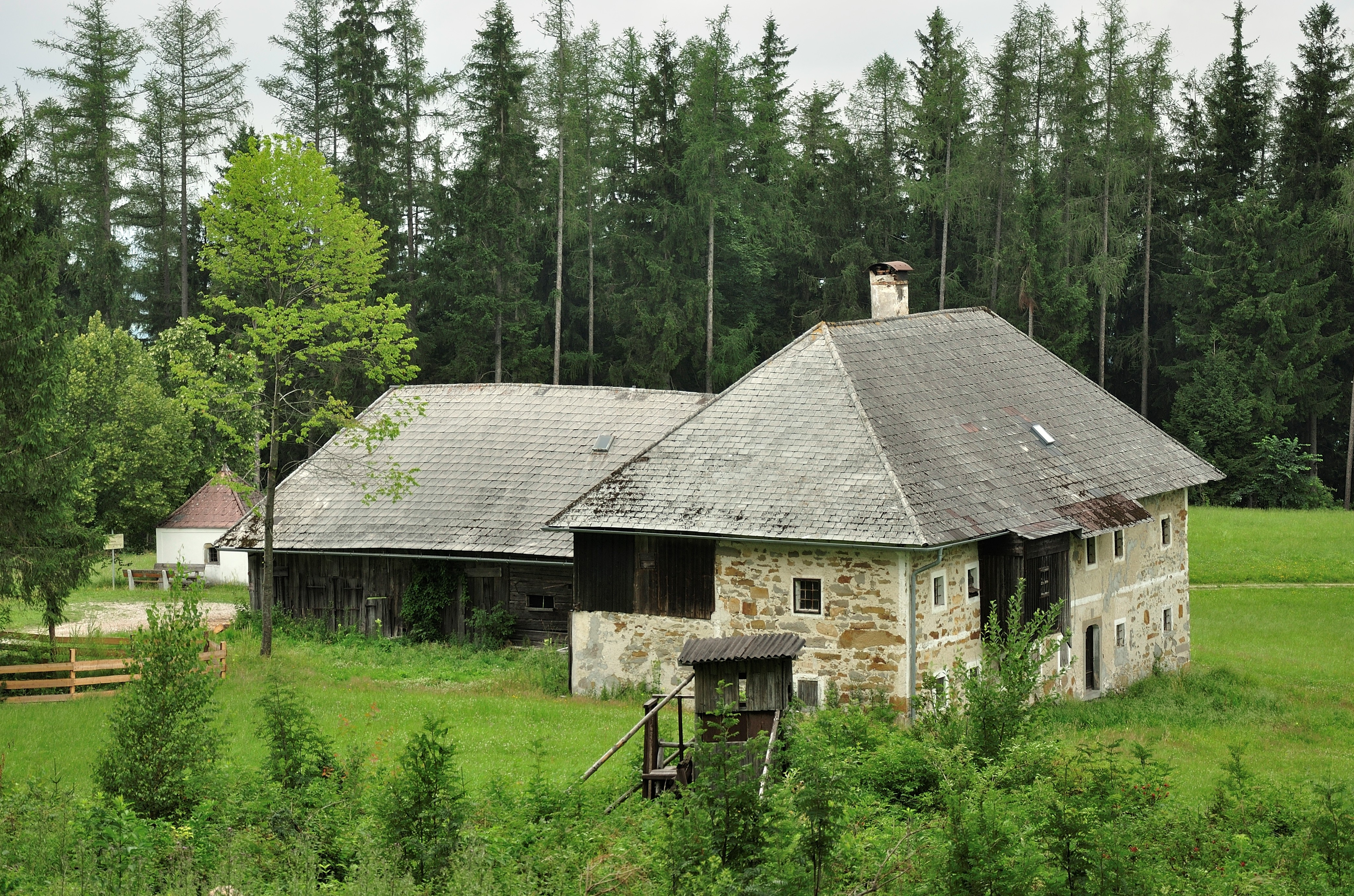
Schmikingergut am Nordfuß (denkmalgeschützt)
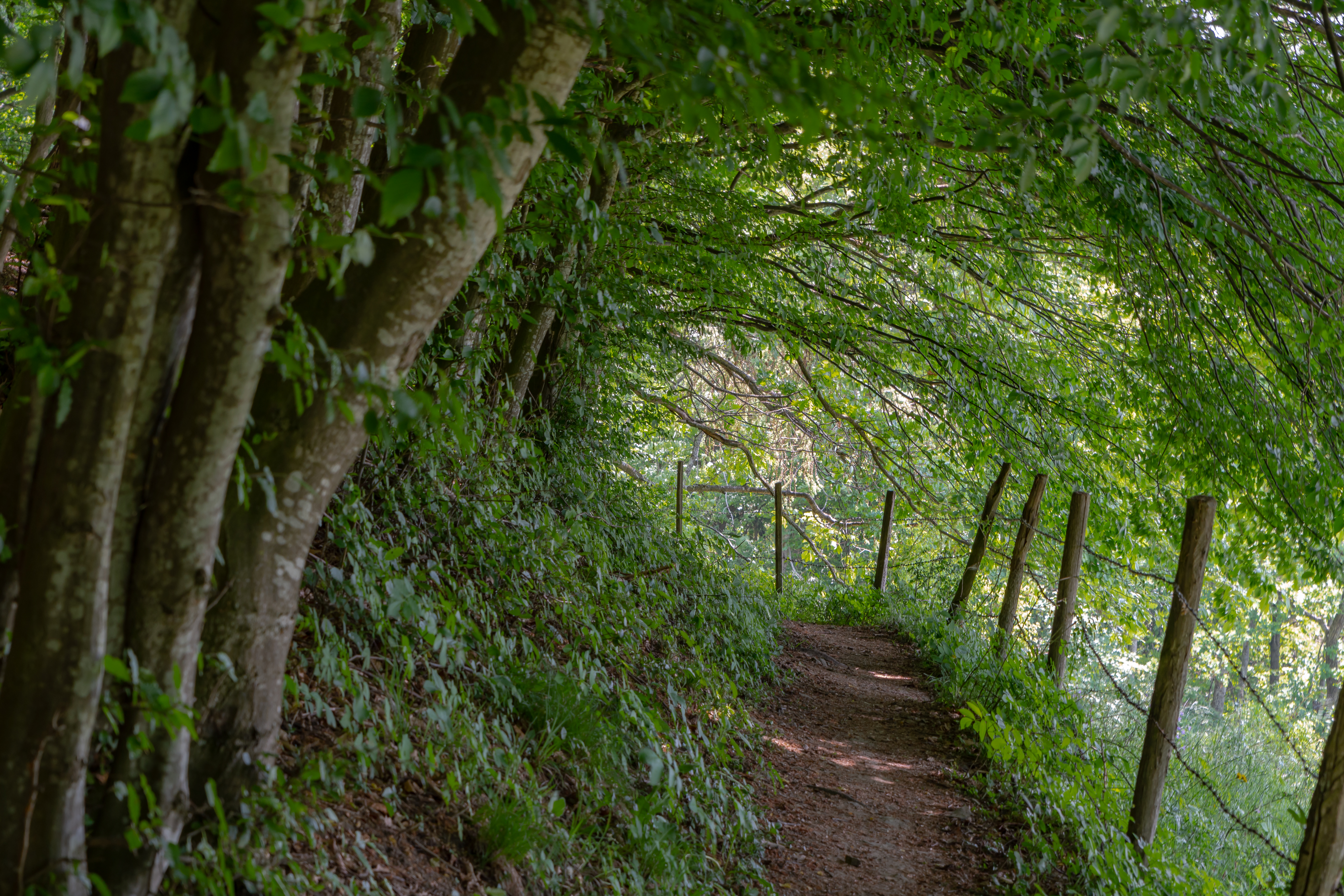
Wanderweg an der Westseite des Grillenparz